# 金澤電視台
株式會社金澤電視台（日语：／ Terebi Kanazawa */?）是日本的一家以石川縣為放送地域的電視臺。簡稱為KTK。呼出訊號為JOWX-DTV，是日本電視臺聯播網NNN·NNS的成員。開播于1990年4月1日，2006年7月1日起，開始播出數位電視訊號。

## 外部連結
- 金澤電視台官方網站 （页面存档备份，存于）
- 金澤電視台的X（前Twitter）
- 金澤電視台的Facebook專頁
- YouTube上的金澤電視台官方頻道